# Fundulopanchax scheeli
Fundulopanchax scheeli är en ca 6 centimeter lång äggläggande tandkarp som lever endemiskt i floden Cross avrinningsområde i sydöstra Nigeria och i Ndian i sydöstra Kamerun. Den odlas även som akvariefisk.

## Etymologi
Släktnamnet Fundulopanchax är sammansatt av namnen på två andra släkten äggläggande tandkarpar, Fundulus och Panchax, vilka man tidigare felaktigt trodde var nära besläktade med varandra. Artnamnet scheeli är en dedikation till den danske iktyologen Jørgen Scheel som 1968 var den förste att beskriva arten, men då som Aphyosemion burundi och sålunda i fel släkte.